# Championnat des États-Unis d'échecs

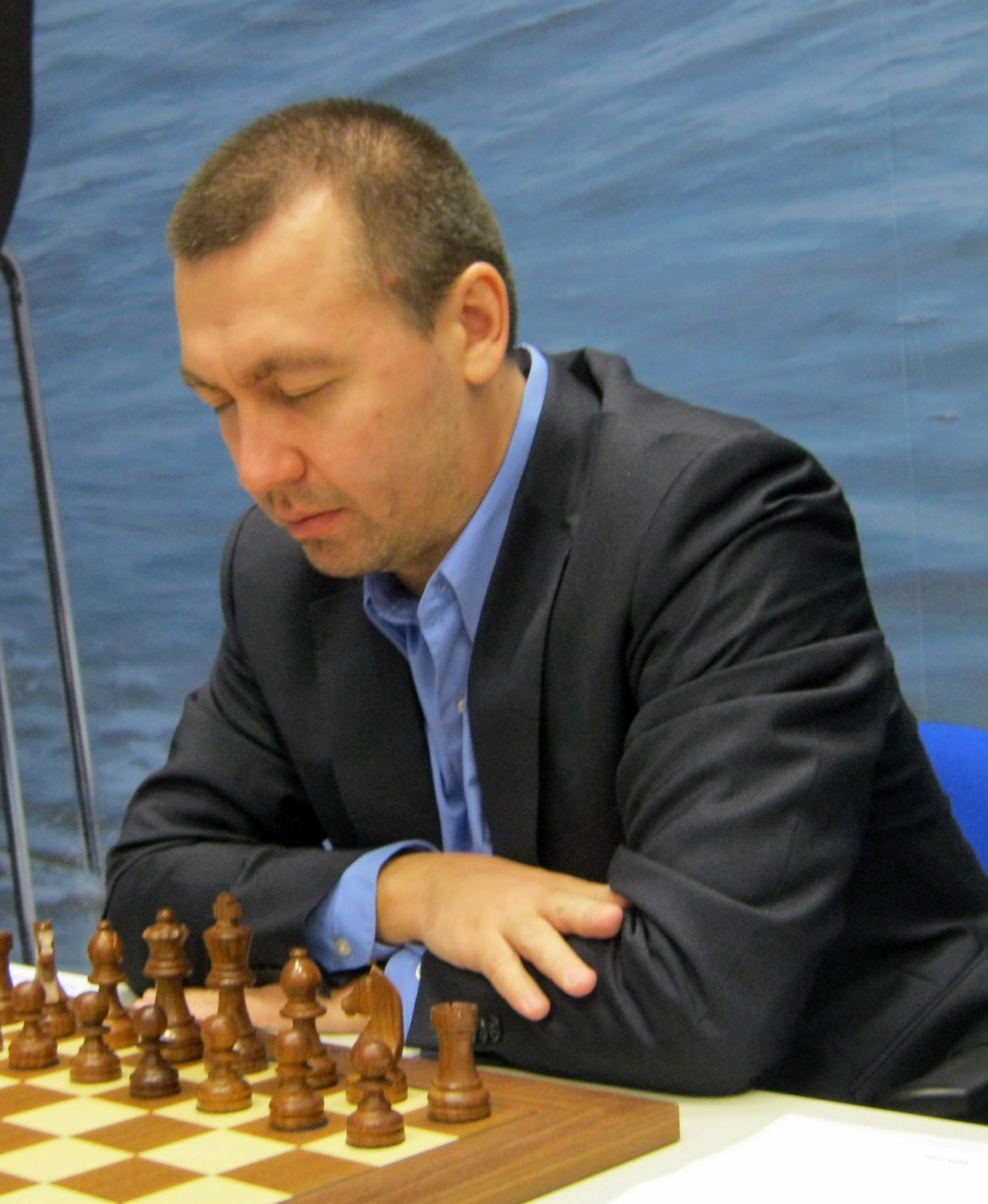
Gata Kamsky, champion des États-Unis en 1991, 2010-2011 et 2013-2014.

Le Championnat d'échecs des États-Unis est un tournoi d'échecs annuel sur invitation qui a pour but de décerner le titre de champion des États-Unis. Les championnats des États-Unis depuis 2016  réunissent régulièrement trois joueurs ayant fait partie du top 10 mondial (Caruana, So, Nakamura, Dominguez ou Aronian),,[réf. nécessaire].

## Organisation
Le championnat des États-Unis est organisé depuis 1936 par la Fédération américaine des échecs (United States Chess Federation). Jusqu'en 1989, ainsi que de 1991 à 1996, l'épreuve consistait en un championnat toutes rondes de taille variable. En 1990 et 1991, ce fut un tournoi à élimination directe. Entre 1999 et 2006, le championnat a été financé et organisé par la Seattle Chess Foundation (renommée plus tard America's Foundation for Chess, ou AF4C). Le championnat était disputé comme un tournoi au système suisse de 2002 à 2009 ou comme un championnat avec deux poules qualificatives de 8 joueurs (de 1997 à 1999). AF4C a retiré son mécénat en 2007.

## Premiers champions des États-Unis (avant 1936)

### De 1845 à 1889: Stanley, Morphy et Mackenzie
En dépit d'un championnat organisé, les champions suivants sont généralement reconnus comme les meilleurs joueurs américains :
| Année | Lieu                | Champion         | Notes                                                                             |
| ----- | ------------------- | ---------------- | --------------------------------------------------------------------------------- |
| 1845  | La Nouvelle-Orléans | Charles Stanley  | bat Eugène Rousseau en match (+15 −8 =8) .                                        |
| 1857  | New York            | Paul Morphy      | vainqueur du premier American Chess Congress (tournoi à élimination directe)      |
| 1871  | Cleveland           | George Mackenzie | vainqueur du 2e American Chess Congress (tournoi toutes rondes)                   |
| 1874  | Chicago             | George Mackenzie | vainqueur du 3e American Chess Congress (tournoi toutes rondes)                   |
| 1880  | New York            | George Mackenzie | vainqueur du 5e American Chess Congress après un match de départage contre Grundy |
| 1881  | Saint-Louis         | George Mackenzie | bat Max Judd en match 7,5 à 5,5 (+7 −5 =1)                                        |
| 1886  | New York            | George Mackenzie | bat S. Lipschütz en match 7,5 à 5,5 (+5, −3, =5)                                  |
En 1876, le quatrième congrès américain fut remporté par l'Irlandais James Mason. Le deuxième du tournoi, et premier américain en l'absence de Mackenzie, était Max Judd.
Morphy mourut en 1884. Entre 1860 et sa mort, il ne disputa aucun tournoi ni aucun match mais il était considéré comme le meilleur joueur américain et Mackenzie comme le « champion national ».
En 1880, George Mackenzie remportait le cinquième congrès américain. Après sa victoire, il ne participa pas au sixième congrès américain disputé en 1889 (tournoi international organisé par l’American Chess Federation) mais établit sa domination sur les joueurs américains.
Paul Morphy mourut en 1884.
En 1887, Mackenzie, parti en Europe, remporta le congrès allemand de Francfort avec 1,5 point d'avance sur Blackburne, Weiss, von Bardeleben, Berger, Tarrasch, Englisch, Paulsen, Schallopp, Schiffers, Alapine, Burn, Zukertort et Gunsberg. Il laissa les joueurs américains prétendants à sa succession s'affronter entre eux.
- janvier 1888 : Max Judd bat Albert Hodges à Saint-Louis (6 à 3, +5 −2 =2) et se proclame champion des États-Unis sans avoir battu Mackenzie.
- février 1988 : Eugene Delmar bat S. Lipschütz à New York (5 à 3).
- septembre 1888 : Jackson Showalter remporte le premier congrès de la United States Chess Association  à Cincinnati et Max Judd termine dernier du tournoi.

En 1889, le sixième congrès américain fut remporté par le Russe Mikhaïl Tchigorine et l'Autrichien Miksa Weiss. Le premier américain fut S. Lipschütz, sixième en l'absence de Mackenzie ; il devançait James Mason, Max Judd, Jackson Showalter et Eugene Delmar.

### De 1890  à 1936: Showalter, Lipschütz, Hodges, Pillsbury et Marshall

#### Une situation confuse après la mort de Mackenzie (1891)
La désignation du premier champion des États-Unis, après la mort de Mackenzie en avril 1891 est peu claire. S. Lipschütz est considéré parfois comme le premier champion des États-Unis après la disparition de Mackenzie, car il termina sixième et le premier Américain du congrès américain (American Chess Congress) de New York en 1889 (tournoi remporté par le Russe Mikhaïl Tchigorine et  l'Autrichien Miksa Weiss).  Cependant, Jackson Showalter remporta le troisième congrès de la United States Chess Association à Saint Louis en février 1890 (avec 10,5 / 11, devant S. Lipschütz) et le tournoi de Chicago (12 points sur 13) en juin 1890. La même année, S. Lipschütz battit Eugene Delmar à New York ; Showalter battit S. Lipschütz à Louisville (Kentucky) ou Indianapolis (score inconnu ou match arrêté après une partie) tandis qu'en mai 1890, Max Judd interrompit la série de succès de  Showalter en le battant (+7 –3) à Saint-Louis mais Judd ne se proclama pas champion des États-Unis.
En 1891, année de la mort de Mackenzie, Showalter remporta le quatrième congrès de la United States Chess Association à Lexington (Kentucky) mais ce tournoi n'est pas reconnu comme championnat des États-Unis.

#### Les champions officiels (1892-1936)
La fédération américaine reconnaît, dans ses publications, comme champions les joueurs qui ont remporté un match pour le titre :
- 1892 : Jackson Showalter (vainqueur de Judd en 1891-1892),
- 1892-1893 : S. Lipschütz (vainqueur de Showalter en 1892),
- 1894 : Jackson Showalter, vainqueur de Hodges en 1894, battu par Hodges la même année, il récupéra le titre après le forfait de Hodges en 1895
- 1894-1895 : Albert Hodges (vainqueur de Showalter en 1894)
- 1895-1898 : Jackson Showalter (vainqueur de Lipschütz en 1895, de Kemeny et de Barry en 1896).
- 1898-1906 : Harry Nelson Pillsbury (vainqueur de Showalter en 1897 et 1898),
- 1906-1909 : Jackson Showalter récupéra son titre après la mort de Pillsbury en 1906
- 1909-1936 : Frank Marshall (vainqueur de Showalter en 1909 et de Edward Lasker en 1923).

En décembre 1935, Marshall abandonna son titre de champion des États-Unis qui fut mis en jeu lors d'un tournoi toutes rondes, le trophée Frank Marshall, disputé à New York en avril-mai 1936. Showalter était mort en février 1935.

#### Matchs entre les meilleurs joueurs américains
| Année     | Lieu         | Champion          | Adversaire        | Marque                      | Notes                                                                                                  |
| --------- | ------------ | ----------------- | ----------------- | --------------------------- | --- |
| 1891-1892 | Saint-Louis  | Jackson Showalter | Max Judd          | 8,5 à 5,5 (+7 –4 =3)        | Match disputé en décembre 1891 - janvier 1892                                                          |
| 1892      | New York     | S. Lipschütz      | Jackson Showalter | (+7 –1 =7)                  | premier « Championnat des États-Unis »                                                                 |
| 1894      | New York     | Jackson Showalter | Albert Hodges     | (+8 –6 =4) ou (+7 –6 =4)[7] | Match disputé de février à avril 1894                                                                  |
| 1894      | New York     | Albert Hodges     | Jackson Showalter | (+5 –3 =1)                  | mai-juin 1894                                                                                          |
| 1895      | New York     | Jackson Showalter | S. Lipschütz      | (+7 –4 =3)                  | octobre à décembre 1895                                                                                |
| 1896      | Philadelphie | Jackson Showalter | Emil Kemény       | (+7 –4 =4)                  | match commencé en février                                                                              |
| 1896      | Boston       | Jackson Showalter | John Barry        | (+7 –2 =4)                  | |
| 1898      | New York     | Harry Pillsbury   | Jackson Showalter | 8 à 4 (+7 –3 =2)            | match pour le titre de champion des États-Unis disputé de février à avril 1896.                        |
| 1909      | Lexington    | Frank Marshall    | Jackson Showalter | (+7 –2 =3)                  | |
| 1923      | six villes   | Frank Marshall    | Edward Lasker     | (+5 –4 =9)                  | à New York (au Marshall Chess Club), Chicago, Cleveland, Detroit, Washington, Long Island et New York. |

#### 1892 à 1900
En 1892, S. Lipschütz bat Jackson Showalter, puis il quitte les cercles d'échecs pour partir en Californie pour se soigner. En 1893, en l'absence de Lipschütz, Showalter se proclama champion des États-Unis et termina troisième du tournoi international de New York remporté par Emanuel Lasker et du tournoi du club d'échecs de Manhattan (Manhattan Chess Club) derrière  Harry Nelson Pillsbury et Albert Hodges, en l'absence de S. Lipschütz.
En 1894, Albert Hodges bat Jackson Showalter, puis se retire des échecs pour entamer une carrière dans les affaires. Lipschutz, de retour à New York, et  Showalter se disputèrent à nouveau le titre de champion des États-Unis dans un match disputé en 1895 et remporté par Showalter.
En 1895, Pillsbury remporta le tournoi d'Hastings 1895 devant les meilleurs joueurs du monde. En 1897, il battit Showalter à New York 11,5 à 9,5 (+10 –8 =3) dans un match qui n'était pas pour le titre de champion des États-Unis. Showalter conserva son titre un an avant de perdre un second match contre Pillsbury en 1898 à New York.
Entre 1899 et 1906, aucun prétendant ne défia Pillsbury pour le titre de champion des États-Unis. En 1899, il battit Max Judd dans un match.

#### 1904 à 1936: Frank Marshall
En avril-mai 1904, Frank Marshall remporta le tournoi international de Cambridge Springs devant le champion du monde Lasker (2e) et devant les champions américains Showalter (5e) et Pillsbury (8e-9e). En octobre de la même année, il fut vainqueur du septième congrès américain à Saint-Louis mais ce tournoi ne comptait pas pour le titre de champion des États-Unis car Showalter et Pillsbury n'y participaient pas. En 1906, Pillsbury mourut et Frank Marshall prétendit récupérer la titre. En 1909, le Cubain José Raul Capablanca, vainqueur en match de Marshall  et soutenu par la New York Chess Association, revendiqua simultanément  le titre national américain en promettant de demander la nationalité américaine. Les deux joueurs désignèrent Le juriste et amateur d'échecs  Walter Shipley pour trancher quel était le champion après la mort de Pillsbury et Shipley reconnut Showalter comme le champion légitime que devaient affronter les prétendants.
Dans les années 1930, Isaac Kashdan et les autres prétendants ne parvenaient pas à réunir le fonds de garantie demandé par Frank Marshall pour disputer un match (5 000 dollars). En décembre 1935, le champion annonça qu'il renonçait à défendre son titre. La désignation du nouveau champion des États-Unis eut lieu à New York en avril 1936 lors d'un tournoi qui réunissait seize prétendants.

## Depuis 1936

### Multiples vainqueurs (tournois et matchs depuis 1936)

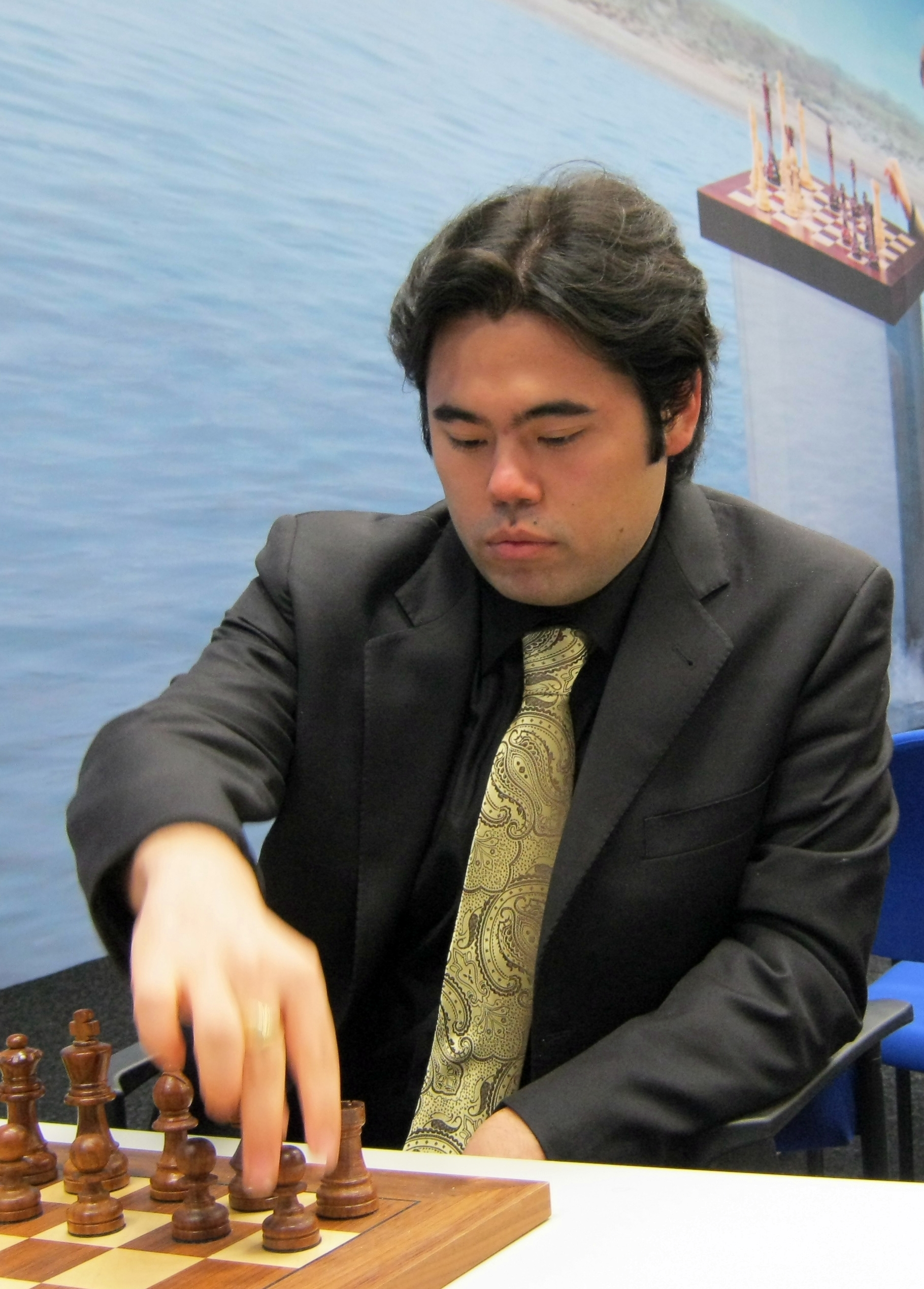
Hikaru Nakamura champion des États-Unis en 2005, 2009, 2012, 2015 et 2019

8 titres en huit participations
Bobby Fischer (de 1957-1958 à 1960-1961, 1962-1963, 1963-1964, 1965 et 1966)
6 tournois et un match gagné
Samuel Reshevsky (1936, 1938, 1940 (tournois), 1941 (match), 1942, 1946 et 1969 (tournois) ; il finit 2e-3e en 1972 après un départage)
6 titres
Walter Browne (1974, 1975, 1977, 1980, 1981 et 1983)
4 tournois et un match remporté
- Larry Evans (1951, 1952 (match), 1961-1962, 1968 et 1974)

5 titres
- Gata Kamsky (1991, 2010, 2011, 2013 et 2014).
- Hikaru Nakamura (2005, 2009, 2012, 2015 et 2019)

4 titres
- Yasser Seirawan (1981, 1986, 1989 et 2000)
- Alexander Shabalov (1993, 2000, 2003 et 2007)
- Fabiano Caruana (2016, 2022, 2023 et 2024)

3 titres
- Larry Christiansen (1980, 1983 et 2002)
- Lev Alburt (1984-1985 et 1990)
- Nick de Firmian (1987, 1995 et 1998)
- Joel Benjamin (1987, 1997 et 2000)
- Wesley So (2017, 2020 et 2021)

Un tournoi et un match remporté
- Arnold Denker : 1944 et 1946 (match)

2 titres
- Lubomir Kavalek (1973 et 1978, 1er-3e et deuxième en 1972 après un départage)
- Roman Dzindzichashvili (1983 et 1989)
- Patrick Wolff (1992 et 1995)
- Alex Yermolinsky (1993 et 1996)
- Boris Gulko (1994 et 1999)

### Championnats de 1936 à 1969: Reshevsky et Fischer
De 1936 à 1948, la fédération américaine organisa le championnat tous les deux ans. Sauf en 1948, les tournois avaient lieu à New York. En 1948, la fédération américaine décida d'instaurer un cycle de qualification de trois années pour désigner le champion des États-Unis. Steiner fut champion de 1948 à 1951, Evans de 1951 à 1954 et Bisguier de 1954 à 1957.  De 1954 à 1956, à New York, furent organisés trois trophées Rosenwald entre les meilleurs joueurs américains. Ils furent remportés par Reshevsky (en 1954-1955 et octobre 1956), Bisguier et Evans (ex æquo en 1955-1956). Le quatrième trophée Rosenwald (1957-1958) fut désigné comme 10e championnat des États-Unis.
Bobby Fischer participa pour la première fois au tournoi Rosenwald à treize ans en octobre 1956 et finit huitième ex æquo , puis il remporta le titre lors de l'édition de 1957-1958 (à quatorze ans). Il remporta par la suite sept fois le championnat des États-Unis.
| Édition Année | Édition Année        | Champion         | Deuxième(s)                   | Troisième(s)                                 | Notes | Joueurs |
| ------------- | -------------------- | ---------------- | ----------------------------- | -------------------------------------------- | --- | ------- |
| 1             | 1936 (avril-mai)     | Samuel Reshevsky | Albert Simonson               | Reuben Fine George Treysman                  | 5e : Isaac Kashdan | 16      |
|               |                      |                  |                               |                                              | |         |
| 2             | 1938 (avril)         | Samuel Reshevsky | Reuben Fine                   | Albert Simonson                              | 4e : Al Horowitz ; 5e : Isaac Kashdan Reshevsky finit invaincu (13 / 16, +10 =6) | 17      |
|               |                      |                  |                               |                                              | | 17      |
| 3             | 1940 (avril-mai)     | Samuel Reshevsky | Reuben Fine                   | Isaac Kashdan                                | Reshevsky finit invaincu avec la même marque qu'en 1938 (13 / 16, +10 =6) | 17      |
| -             | 1941 (mai)           | Samuel Reshevsky | Al Horowitz                   |                                              | Match. Reshevsky conserve son titre 9,5 à 6,5 (+3 =13). Match disputé dans 16 villes différentes. | 2       |
| 4             | 1942 (avril)         | Samuel Reshevsky | Isaac Kashdan                 | Arnold Denker A.S. Pinkus                    | Reshevsky finit invaincu du tournoi (+9 = 5) | 16      |
|               |                      |                  |                               |                                              | |         |
| 5             | 1944 (avril-mai)     | Arnold Denker    | Reuben Fine                   | Al Horowitz Herman Steiner                   | Reshevsky était absent du championnat. Denker finit invaincu du tournoi (15,5 / 17, +14, =3) | 18      |
| -             | 1946 (mai)           | Arnold Denker    | Herman Steiner                |                                              | Match. Denker conserve son titre 6 à 4 (+3 -1 =6). | 2       |
| 6             | 1946 (oct.-nov.)     | Samuel Reshevsky | Isaac Kashdan                 | Anthony Santasiere                           | 4e : Jacob Levin Reshevsky finit invaincu, (16 / 18, +14 =4) | 19      |
|               |                      |                  |                               |                                              | |         |
| 7             | 1948 (août)          | Herman Steiner   | Isaac Kashdan                 | George Kramer                                | Tournoi disputé à South Fallsburg dans l'État de New York Reshevsky et Fine étaient absents du championnat. | 20      |
|               |                      |                  |                               |                                              | |         |
| 8             | 1951 (juillet- août) | Larry Evans      | Samuel Reshevsky              | Max Pavey                                    | Quatre tournois préliminaires de 6 joueurs suivis d'une finale entre douze joueurs en l'absence du champion (H. Steiner). Larry Evans champion à 19 ans (9,5 / 11, +8 =3). 4e : Herbert Seidman ; 5e : Al Horowitz.                                                | 12      |
| -             | 1952 (juin-juil.)    | Larry Evans      | Herman Steiner                |                                              | Match. Evans conserve son titre, 10 à 4 (+8 -2 =4) | 2       |
| 9             | 1954 (mai-juin)      | Arthur Bisguier  | Larry Evans                   | Herbert Seidman                              | Tournoi zonal. Bisguier (10 / 13, +7 =6) et Evans se qualifient pour le tournoi interzonal de 1955. Reshevsky était absent du championnat. 4e-5e : James Sherwin et Max Pavey.                                                                                     | 14      |
| 10            | 1957-1958            | Bobby Fischer    | Samuel Reshevsky              | James Sherwin                                | Tournoi zonal et quatrième trophée Rosenwald. Fischer et Sherwin se qualifient pour l'interzonal de 1958. À 14 ans, Fischer est le plus jeune champion américain. 4e : William Lombardy ; Evans était absent du tournoi. Fischer finit invaincu (10,5 / 13, +8 =5) | 14      |
| 11            | 1958-1959            | Bobby Fischer    | Samuel Reshevsky              | James Sherwin                                | Fischer finit invaincu (8,5 / 11, +6 =5) | 12      |
| 12            | 1959-1960            | Bobby Fischer    | Robert Byrne                  | Samuel Reshevsky                             | 4e : Pal Benko naturalisé américain Fischer finit invaincu (9 / 11, +7 =4) | 12      |
| 13            | 1960-1961            | Bobby Fischer    | William Lombardy              | Raymond Weinstein                            | 4e-6e : Bisguier, Reshevsky et Sherwin ; Tournoi zonal Fischer et Bisguier qualifiés pour l'interzonal de 1962. Evans était absent du championnat. Fischer finit invaincu (9 / 11, +7 =4)                                                                          | 12      |
| 14            | 1961-1962            | Larry Evans      | Robert Byrne                  | 3e-6e : Benko, Mednis, Seidman et Sherwin    | Evans finit invaincu (7,5 / 11, +7 =4) Fischer, Reshevsky et Bisguier étaient absents. | 12      |
| 15            | 1962-1963            | Bobby Fischer    | Arthur Bisguier               | Samuel Reshevsky Larry Evans William Addison | Reshevsky finit 3e après départages. Tournoi zonal. Première défaite (contre Mednis) de Fischer (8 / 11, +6 -1 =4) en cinq championnats. | 12      |
| 16            | 1963-1964            | Bobby Fischer    | Larry Evans                   | Pal Benko                                    | Fischer marqua 100 % des points (11 / 11). 4e-5e : Reshevsky et Anthony Saidy. | 12      |
| 17            | 1965 (décembre)      | Bobby Fischer    | Samuel Reshevsky Robert Byrne |                                              | Tournoi zonal. Fischer, Reshevsky et Byrne sont qualifiés pour le tournoi interzonal de 1967. Fischer perdit deux parties (contre Reshevsky et Byrne). | 12      |
| 18            | 1966 (décembre)      | Bobby Fischer    | Larry Evans                   | Pal Benko James Sherwin                      | Fischer réalise un record de huit titres en huit participations. Fischer finit invaincu (9,5 / 11, +8 =3) ; Reshevsky est 8e-10e | 12      |
| 19            | 1968 (juillet)       | Larry Evans      | Robert Byrne                  | Samuel Reshevsky                             | Fischer refusa de participer. 4e : Benko Evans finit invaincu (8,5 / 11, +6 =5) | 12      |
| 20            | 1969 (décembre)      | Samuel Reshevsky | William Addison               | Pal Benko                                    | Septième titre de Reshevsky en l'absence de Bobby Fischer. Reshevsky finit invaincu (8 / 11, +5 =6) ; tournoi zonal Reshevsky et Addison qualifiés pour l'interzonal de 1970. (Pal Benko laissa sa place à Fischer)                                                | 12      |

### Championnats de 1972 à 1992: Browne, Alburt, Christiansen et Seirawan
Après avoir remporté six titres  en six participations de 1974 à 1983, Walter Browne ne réussit pas à marquer plus de 50 % des points lors de chacune de ses douze participations suivantes de 1984 à 1998.
| Édition Année | Édition Année | Champion(s)                                             | Deuxième(s)                                                | Troisième(s)                                               | Lieu                             | Notes                                                    | Joueurs |
| ------------- | ------------- | ------------------------------------------------------- | ---------------------------------------------------------- | ---------------------------------------------------------- | -------------------------------- | -------------------------------------------------------- | ------- |
| 21            | 1972          | Robert Byrne                                            | Samuel Reshevsky Lubomir Kavalek                           |                                                            | New York                         | Byrne champion après un match de départage Tournoi zonal | 14      |
| 22            | 1973          | Lubomir Kavalek John Grefe                              |                                                            | Walter Browne                                              | El Paso                          | Titre partagé                                            | 12      |
| 23            | 1974          | Walter Browne                                           | Pal Benko Larry Evans                                      |                                                            | Chicago                          | 4e : Anthony Saidy                                       | 14      |
| 24            | 1975          | Walter Browne                                           | Kenneth Rogoff                                             | Milan Vukčević                                             | Oberlin College (Oberlin (Ohio)) | Tournoi zonal                                            | 14      |
| 25            | 1977          | Walter Browne                                           | Robert Byrne                                               | Samuel Reshevsky John Grefe                                | Mentor (Ohio)                    |                                                          | 14      |
| 26            | 1978          | Lubomir Kavalek                                         | James Tarjan                                               | Leonid Chamkovitch Edmar Mednis                            | Pasadena                         | Tournoi zonal                                            | 15      |
| 27            | 1980          | Walter Browne Larry Christiansen Larry Evans            |                                                            |                                                            | Greenville (Pennsylvanie)        | Titre partagé                                            | 12      |
| 28            | 1981          | Walter Browne Yasser Seirawan                           |                                                            | Larry Christiansen Ljubomir Kavalek Samuel Reshevsky       | South Bend (Indiana)             | Titre partagé Tournoi zonal                              | 15      |
| 29            | 1983          | Walter Browne Larry Christiansen Roman Dzindzichashvili |                                                            |                                                            | Greenville                       | Titre partagé                                            | 14      |
| 30            | 1984          | Lev Alburt                                              | Nick de Firmian                                            | Maxim Dlugy John Fedorowicz Yasser Seirawan James Tarjan   | Berkeley (Californie)            | Tournoi zonal                                            | 18      |
| 31            | 1985          | Lev Alburt                                              | Joel Benjamin                                              | Larry Christiansen Ljubomir Kavalek                        | Estes Park (Colorado)            |                                                          | 14      |
| 32            | 1986          | Yasser Seirawan                                         | Lev Alburt Joel Benjamin                                   |                                                            | Estes Park                       |                                                          | 16      |
| 33            | 1987          | Joel Benjamin Nick de Firmian                           |                                                            | John Fedorowicz michael Wilder Yasser Seirawan Maxim Dlugy | Estes Park                       | Titre partagé Tournoi zonal                              | 14      |
| 34            | 1988          | Michael Wilder                                          | Yasser Seirawan Boris Gulko                                |                                                            | Cambridge Springs (Pennsylvanie) |                                                          | 12      |
| 35            | 1989          | Roman Dzindzichashvili Stuart Rachels Yasser Seirawan   |                                                            |                                                            | Long Beach (Californie)          | Titre partagé Tournoi zonal (Interzonal de 1990)         | 16      |
| 36            | 1990          | Lev Alburt                                              | Larry Christiansen (finaliste)                             | Roman Dzindzichashvili Nick de Firmian (demi-finalistes)   | Jacksonville (Floride)           | Tournoi à élimination directe.                           | 16      |
| 37            | 1991          | Gata Kamsky                                             | Joel Benjamin (finaliste)                                  | Boris Gulko John Fedorowicz (demi-finalistes)              | Los Angeles                      | Tournoi à élimination directe                            | 16      |
| 38            | 1992          | Patrick Wolff                                           | Boris Gulko, Alex Sherzer, Yasser Seirawan Dmitry Gurevich |                                                            | Durango (Colorado)               | Tournoi zonal (Interzonal FIDE 1993)                     | 16      |

### Championnats de 1993 à 2008: Shabalov, de Firmian, Benjamin et Yermolinsky
| Édition Année                                                          | Édition Année | Champion(s)                                      | Deuxième(s)                                                                                      | Lieu                    | Notes | Joueurs |
| ---------------------------------------------------------------------- | ------------- | ------------------------------------------------ | ------------------------------------------------------------------------------------------------ | ----------------------- | --- | ------- |
| 39                                                                     | 1993          | Alexander Shabalov Alex Yermolinsky              |                                                                                                  | Long Beach              | | 12      |
| 40                                                                     | 1994          | Boris Gulko                                      | Yasser Seirawan Larry Christiansen                                                               | Key West (Floride)      | Tournoi zonal (ch. du monde FIDE 1997) | 14      |
| 41                                                                     | 1995          | Nick de Firmian Patrick Wolff Alexander Ivanov   |                                                                                                  | Modesto (Californie)    | Wolf remporta le tournoi de départage, mais les joueurs partagèrent le titre | 14      |
| 42                                                                     | 1996          | Alex Yermolinsky                                 | Boris Gulko Gregory Kaidanov                                                                     | Parsippany (New Jersey) | | 14      |
| 43                                                                     | 1997          | Joel Benjamin                                    | Larry Christiansen                                                                               | Chandler (Arizona)      | Benjamin battit Larry Christiansen en finale | 16      |
| 44                                                                     | 1998          | Nick de Firmian                                  | Joel Benjamin                                                                                    | Denver (Colorado)       | De Firmian battit Joel Benjamin en finale.Tournoi zonal (championnat du monde FIDE 1999) | 16      |
| 45                                                                     | 1999          | Boris Gulko                                      | Gregory Serper                                                                                   | Salt Lake City (Utah)   | Gulko battit Gregory Serper en finale.Tournoi zonal (championnat du monde FIDE 2000) | 16      |
| 46                                                                     | 2000          | Joel Benjamin Alexander Shabalov Yasser Seirawan |                                                                                                  | Seattle                 | Joel Benjamin remporta le mini-tournoi de départage, mais les trois joueurs partagèrent le titre.Tournoi zonal (championnat du monde FIDE 2001-2002)                                                                        | 12      |
| De 2002 à 2009, le championnat des États-Unis était un système suisse. |               |                                                  |                                                                                                  |                         | |         |
| 47                                                                     | 2002          | Larry Christiansen                               | Nick de Firmian                                                                                  | Seattle                 | Système suisse, 56 joueursDe Firmian deuxième après un match de départage3e-8e : B. Kreiman, A. Shabalov, A. Yermolinsky, J. Benjamin, A. Stripunsky et A. Ivanov                                                           | 56      |
| 48                                                                     | 2003          | Alexander Shabalov                               | 2e-8e : G. Kaidanov, A. Goldin, B. Gulko, J. Benjamin, A. Stripunsky, A. Ivanov et J. Fedorowicz | Seattle                 | Système suisse, 58 joueursTournoi zonal (championnat du monde FIDE 2004) | 58      |
|                                                                        |               |                                                  |                                                                                                  |                         | |         |
| 49                                                                     | 2004- 2005    | Hikaru Nakamura                                  | Alexander Stripunsky (battu en match de départage)                                               | San Diego (Californie)  | Le tournoi était organisé en novembre-décembre 2004 mais appelé championnat 2005 pour des raisons légales. Tournoi zonal (coupe du monde 2005), 64 joueursRetour de Kamsky (14e) à la compétition après huit ans d'absence. | 64      |
| 50                                                                     | 2006          | Alexander Onischuk                               | Yuri Shulman                                                                                     | San Diego               | Système suisse, 2 poules de 32 joueursLes premiers de chaque groupe disputent 2 parties | 64      |
| 51                                                                     | 2007          | Alexander Shabalov                               | Alexander Onischuk                                                                               | Stillwater (Oklahoma)   | Système suisse, 36 joueurs Tournoi zonal (coupe du monde 2007)3e-5e : G. Kaidanov, Y. Shulman et Julio Becerra Rivero | 36      |
| 52                                                                     | 2008          | Yuri Shulman                                     | Alexander Onischuk                                                                               | Tulsa (Oklahoma)        | Système suisse avec 24 participants.3e : S. Kudrin ; 4e-6e : J. Friedel, E. Perelshteyn et V. Akobian | 24      |

### Depuis 2009: championnats organisés à Saint-Louis
Le championnat a lieu à Saint-Louis (Missouri) depuis 2009. Tous les deux ans, les années impaires, le championnat est un tournoi zonal qualificatif pour la coupe du monde d'échecs qui a lieu la même année.
| Édition Année | Édition Année | Champion                   | Deuxième(s)                                  | Troisième(s)                                     | Notes | Joueurs                            |
| ------------- | ------------- | -------------------------- | -------------------------------------------- | ------------------------------------------------ | --- | ---------------------------------- |
| 53            | 2009          | Hikaru Nakamura            | Robert Hess Alexander Onischuk               |                                                  | Tournoi zonal (coupe du monde 2009) | 24 joueurs (système suisse)        |
| 54            | 2010          | Gata Kamsky                | Yuri Shulman (ex æquo)                       | Hikaru Nakamura Alexander Onischuk               | Un système suisse suivi d'une finale à quatre Shulman deuxième après trois parties de départage (1-1, puis 0,5-0,5 armageddon)                                                                                                 | 24 joueurs (système suisse)        |
| 55            | 2011          | Gata Kamsky                | Yuri Shulman                                 | Samuel Shankland (demi-finaliste)                | Deux poules de huit joueurs Les quatre premiers disputent deux tours de matchsKamsky bat Yuri Shulman en finale (1,5–0,5). Shankland bat Robert Hess dans le match pour la troisième place.Tournoi zonal (coupe du monde 2011) | 16 joueurs                         |
| 56            | 2012          | Hikaru Nakamura            | Gata Kamsky                                  | Alexander Onischuk                               | Tournoi toutes rondes Nakamura bat Kamsky une ronde avant la fin. | 12 joueurs                         |
| 57            | 2013          | Gata Kamsky                | Alejandro Ramirez                            | Alexander Onischuk Timour Gareïev                | Kamsky bat Alejandro Ramirez lors du match de départage en finale (2–1).Tournoi zonal (coupe du monde 2013) | 24 joueurs (système suisse)        |
| 58            | 2014          | Gata Kamsky                | Varuzhan Akobian Aleksandr Lenderman         |                                                  | Kamsky bat Akobian lors du match de départage en finale (1,5 à 0,5) | 12 joueurs (tournoi toutes rondes) |
| 59            | 2015          | Hikaru Nakamura            | Ray Robson                                   | Wesley So                                        | Tournoi zonal (coupe du monde 2015) | 12 joueurs (tournoi toutes rondes) |
| 60            | 2016          | Fabiano Caruana            | Wesley So Hikaru Nakamura                    |                                                  | Le championnat accueille trois joueurs dans le top 10. | 12 joueurs (tournoi toutes rondes) |
| 61            | 2017          | Wesley So                  | Alexander Onischuk (ex æquo)                 | Fabiano Caruana Hikaru Nakamura Varuzhan Akobian | Le championnat accueille trois joueurs dans le top 10.So bat Onischuk lors du match de départage.Tournoi zonal (coupe du monde 2017)                                                                                           | 12 joueurs (tournoi toutes rondes) |
| 62            | 2018          | Samuel Shankland           | Fabiano Caruana                              | Wesley So                                        | Le championnat accueille trois joueurs dans le top 10. | 12 joueurs (tournoi toutes rondes) |
| 63            | 2019          | Hikaru Nakamura            | Leinier Domínguez Fabiano Caruana            |                                                  | Tournoi zonal (coupe du monde d'échecs 2019)4e-5e : Wesley So et Samuel Sevian | 12 joueurs (tournoi toutes rondes) |
| 64            | 2020          | Wesley So (tournoi rapide) | Jeffery Xiong                                | Ray Robson                                       | Tournoi rapide disputé sur Internet. | 12 joueurs (tournoi toutes rondes) |
| 65            | 2021          | Wesley So                  | Fabiano Caruana Samuel Sevian (ex æquo)      |                                                  | So bat Caruana et Sevian lors des départages en parties rapides | 12 joueurs (tournoi toutes rondes) |
| 66            | 2022          | Fabiano Caruana            | Ray Robson                                   | Awonder Liang Leinier Dominguez                  | | 14 joueurs                         |
| 67            | 2023          | Fabiano Caruana            | Wesley So Leinier Domínguez Abhimanyu Mishra |                                                  | | 12 joueurs                         |
| 68            | 2024          | Fabiano Caruana            | Ray Robson Leinier Domínguez Awonder Liang   |                                                  | Christopher Yoo est exclu du tournoi après la cinquième ronde. | 12 joueurs                         |

## Palmarès du championnat des États-Unis féminin
La première édition du championnat féminin date de 1937.
- 1937 : Adele Rivero
- 1938 : Mona May Karff
- 1940 : Adele Rivero
- 1941 : Mona May Karff
- 1942 : Mona May Karff
- 1944 : Gisela Kahn Gresser
- 1946 : Mona May Karff
- 1948 : Gisela Kahn Gresser - Mona May Karff
- 1951 : Mary Bain
- 1953 : Mona May Karff
- 1955 : Gisela Kahn Gresser - Nancy Roos
- 1957 : Gisela Kahn Gresser - Sonja Graf
- 1959 : Lisa Lane
- 1962 : Gisela Kahn Gresser
- 1964 : Sonja Graf
- 1965 : Gisela Kahn Gresser
- 1966 : Gisela Kahn Gresser - Lisa Lane
- 1967 : Gisela Kahn Gresser
- 1969 : Gisela Kahn Gresser
- 1972 : Eva Aronson - Marilyn Koput
- 1974 : Mona May Karff
- 1975 : Diane Savereide
- 1976 : Diane Savereide
- 1978 : Diane Savereide et Rachel Crotto
- 1979 : Rachel Crotto
- 1981 : Diane Savereide
- 1984 : Diane Savereide
- 1986 : Inna Izrailov
- 1987 : Anna Akhsharumova
- 1989 : Alexey Root
- 1990 : Elena Donaldson
- 1991 : Esther Epstein et Irina Levitina
- 1992 : Irina Levitina
- 1993 : Elena Donaldson et Irina Levitina
- 1994 : Elena Donaldson
- 1995 : Anjelina Belakovskaia et Sharon Burtman
- 1996 : Anjelina Belakovskaia
- 1997 : Esther Epstein
- 1998 : Irina Krush
- 1999 : Anjelina Belakovskaia
- 2000 : Elina Groberman et Camilla Baginskaite
- 2001-2002 : Jennifer Shahade
- 2003 : Anna Hahn
- 2004 : Jennifer Shahade
- 2005 : Rusudan Goletiani[18]
- 2006 : Anna Zatonskih[19]
- 2007 : Irina Krush[44]
- 2008 : Anna Zatonskih[22]
- 2009 : Anna Zatonskih[45]
- 2010 : Irina Krush[46]
- 2011 : Anna Zatonskih[47]
- 2012 : Irina Krush[26]
- 2013 : Irina Krush
- 2014 : Irina Krush[29]
- 2015 : Irina Krush[30]
- 2016 : Nazi Paikidze[32]
- 2017 : Sabina-Francesca Foisor[34]
- 2018 : Nazi Paikidze[36]
- 2019 : Jennifer Yu[38]
- 2020 : Irina Krush[48]
- 2021 : Carissa Yip[40]
- 2022 : Jennifer Yu[41]
- 2023 : Carissa Yip[42]
- 2024 : Carissa Yip

## Champions d'échecs par correspondance aux États-Unis
1. Anthony Cayford (1974-1976)
2. Eugene Martinovsky (1976-1978)
3. Victor Contoski (1978-1980)
4. Curtis Carlson (1980-1982)
5. Paul Fielding - Kiven Plesset (1983-1985)
6. Robert Reynolds (1985-1987)
7. David Taylor (1987-1990)
8. Marc Lonof -  Eugene Martinovsky (1990-1993)
9. Stephen Jones (1991-1993)
10. Jon Edwards (1993-1997)
11. Stephen Jones - Timothy Murray - Robin Smith (1995-1998)
12. Graig Jones - Konstantin Dolgitser (1997-2000)
13. Robin Smith (1999-2002)
14. Randy Schmidt (2002-2005)  [49]
15. Edward Duliba (2003-2006)  [50]
16. Lawrence Coplin - Thomas Biedermann (2007-2010)  [51]
17. Edward Duliba (2008-2010)  [52]
18. John Ballow (2009-2011)  [53]
19. Wolff Morrow (2012-2014)  [54]
20. Grayling Hill (2014-2015)  [55]
21. Oliver Koo (2018-2021)  [56]
22. Kenneth Reinhardt (2020-2022)  [57]
23. Robert Cousins - Thomas Biedermann (2022-2023)  [58]

## Sources
- Andrew Soltis, Gene H. McCormick, The United States Chess Championship 1845–1996, 2d ed, McFarland, 1997 (ISBN 0-7864-0248-2)
- Isaac Kashdan, History of the United States Chess Championship, Chess Review, nov-déc 1993, 1933 (ISBN 0-671-61986-1) reproduit dans The Best of Chess Life & Review 1933-1960